# Danus
Els danus o poble danu és una ètnia de Birmània, subgrup dels bamar, que viu principalment a l'estat Shan a la frontera amb la resta de Myanmar, a la divisió de Mandalay. Se suposa que es van originar de la barreja de birmans i xans. El 1901 eren 63.549 i estaven dividits en danus birmans i danus xans segons la llengua: uns un dialecte arcaic del birmà i altres un dialecte xan. La seva vestimenta imita la dels pobles veïns. La seva religió és el budisme. No s'han de confondre amb els danaws que viuen al sud de l'estat Xan.